# Russische Badmintonföderationsmeisterschaft 2015
Die Russische Badmintonföderationsmeisterschaft 2015 wurde vom 25. bis zum 27. Januar 2015 im Sportpalast Borisoglebsky in Ramenskoje ausgetragen. Sieger wurde das Team aus Moskau.

## Endstand
- 1. Moskau
- 2. Moskau 2
- 3. Oblast Moskau
- 4. Baschkortostan
- 5. Oblast Nischni Nowgorod
- 6. Region Perm
- 7. Region Primorje
- 8. Oblast Nischni Nowgorod 2
- 9. Sankt Petersburg
- 10. Oblast Leningrad
- 11. Oblast Moskau 2
- 12. Oblast Saratow 2
- 13. Oblast Saratow
- 14. Region Primorje 2